# Эвеле
Э́веле (латыш. Ēvele; ранее также Е́веле) — населённый пункт в Буртниекском крае Латвии. Административный центр Эвельской волости. По данным на 2015 год, в населённом пункте проживал 231 человек.

## История
Впервые упоминается в 1562 году как Альт-Фольфарт.
В советское время населённый пункт входил в состав Ерценского сельсовета Валкского района. В селе располагался колхоз «Виениба».

## Достопримечательности
Лютеранская церковь, построенная в XIX веке.